# یوجنیو پیزوتو
یوجنیو پیزوتو (انگلیسی: Eugenio Pizzuto؛ زادهٔ ۱۳ مهٔ ۲۰۰۲) بازیکن فوتبال اهل مکزیک است.
از باشگاه‌هایی که در آن بازی کرده‌است می‌توان به باشگاه فوتبال پاچوکا اشاره کرد.
وی همچنین در تیم ملی فوتبال تیم ملی فوتبال زیر ۱۷ سال مکزیک بازی کرده‌است.

## تیم ملی
او بخشی از فهرستی بود که در مسابقات قهرمانی زیر ۱۷ سال کونکاکاف ۲۰۱۹ شرکت کرد، جایی که مکزیک قهرمان مسابقات شد. او در تیم منتخب مسابقات قرار گرفت.
او کاپیتان تیمی بود که در جام جهانی زیر ۱۷ سال ۲۰۱۹ شرکت کرد. او با نایب قهرمانی مقابل برزیل، توپ برنز مسابقات را به دست آورد. او در تیم منتخب فرانس فوتبال برای این مسابقات حضور داشت.

## زندگی شخصی
پیزوتو اصالتی ایتالیایی دارد که به او اجازه می‌دهد برای تیم ملی ایتالیا و همچنین تیم ملی مکزیک که در مکزیک به دنیا آمده بازی کند. پدرش اهل ایتالیا و مادرش اهل مکزیک است.